# Rete celere del Vaud
La rete celere del Vaud (in francese RER vaudois) è un sistema ferroviario celere che serve il Canton Vaud, in Svizzera.

## Storia
La rete celere venne creata nel 2004, numerando le linee regionali preesistenti. La dicitura RER Vaud venne introdotta nel 2007.

## Linee

(2023)

La rete celere si compone di 8 linee:
- S 1 Grandson - Yverdon-les-Bains - Losanna
- S 2 Vallorbe - Losanna - Vevey - Montreux - Villeneuve
- S 3 Allaman - Losanna - Vevey - Montreux - Villeneuve
- S 4 Allaman - Losanna - Palézieux
- S 5 Grandson - Losanna - Palézieux
- S 7 Vevey - Puidoux - Chexbres
- S 8 Palézieux - Payerne
- S 9 Losanna - Palézieux - Payerne - Avenches - Murten/Morat - Kerzers

Le linee sono gestite dalle Ferrovie Federali Svizzere (FFS)

## Materiale rotabile
Le linee S 1, S 2, S 3 ed S 4 sono servite dagli elettrotreni RABe 523, appartenenti alla famiglia Stadler Flirt.

Le linee S 5, S 7, S 8 ed S 9 sono invece servite dalle composizioni "NPZ Domino".